# Louis Hendrik Potgieter
Louis Hendrik Potgieter (Pretoria, 4 de abril de 1951-Puerto Elizabeth, 12 de noviembre de 1994) fue un bailarín, actor y cantante sudafricano, más conocido como el vocalista de la banda pop y disco alemana Dschinghis Khan. Incluso participó en varias películas. En 1994, Potgieter murió a causa del sida.